# كشكاويج
كشكاويج هي قرية في مقاطعة سلماس، إيران. يقدر عدد سكانها بـ 305 نسمة بحسب إحصاء 2016.